# 下總中山站

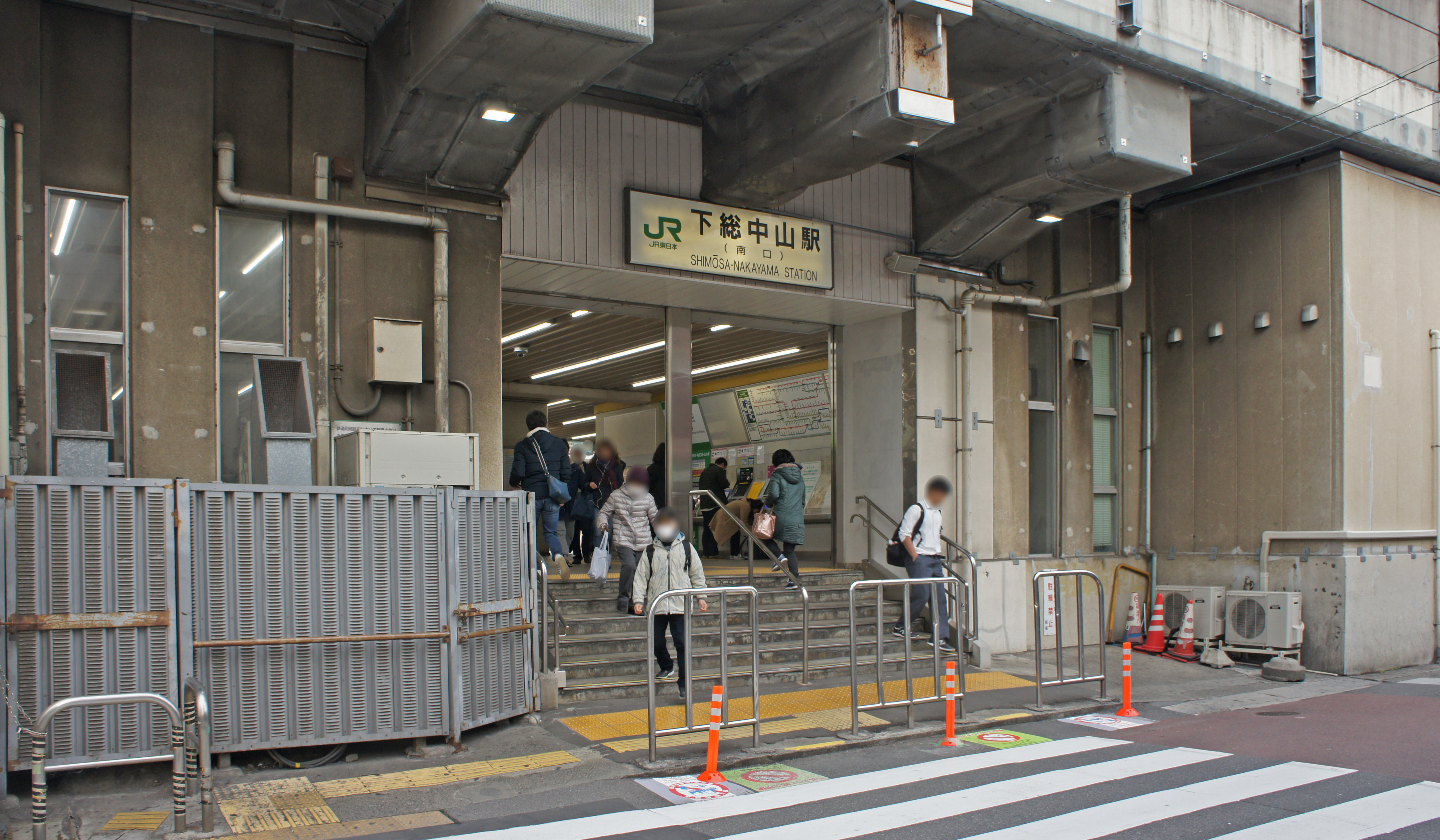
南口（2019年12月）

下總中山站（日语：／ Shimōsa-nakayama eki */?）是位於日本千葉縣船橋市本中山二丁目，屬於東日本旅客鐵道（JR東日本）總武本線的鐵路車站。
只有行走緩行線的中央·總武線各站停車停靠。

## 車站構造
本站是一個高架車站，站房位於月台下方的空間。剪票口只有一個，設於近千葉一方的位置。本站設有兩個相互通行的出口——北口和南口。本站站內設有綠色窗口（營業時間：06:00－22:00），Suica自動剪票口和對號座位自動售票機等設備。車站月台採島式月台1面2線設計。

### 月台配置
| 月台 | 路線               | 方向 | 目的地                   |
| ---- | ------------------ | ---- | ------------------------ |
| 1    | 總武線（各站停車） | 西行 | 錦糸町、秋葉原、新宿方向 |
| 2    | 總武線（各站停車） | 東行 | 船橋、津田沼、千葉方向   |

（來源：JR東日本:車站構內圖（页面存档备份，存于））

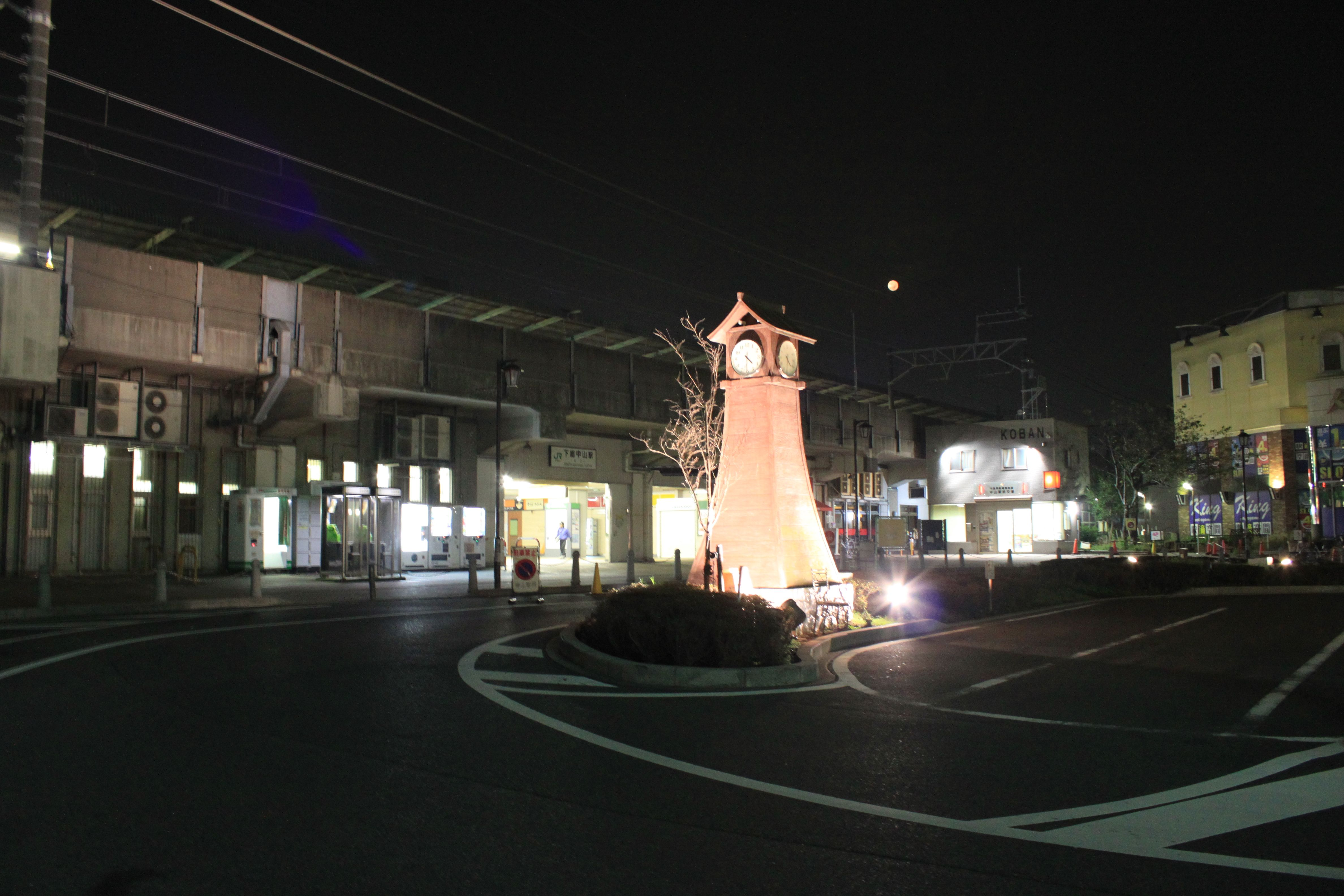
車站前紀念碑（2011年10月）
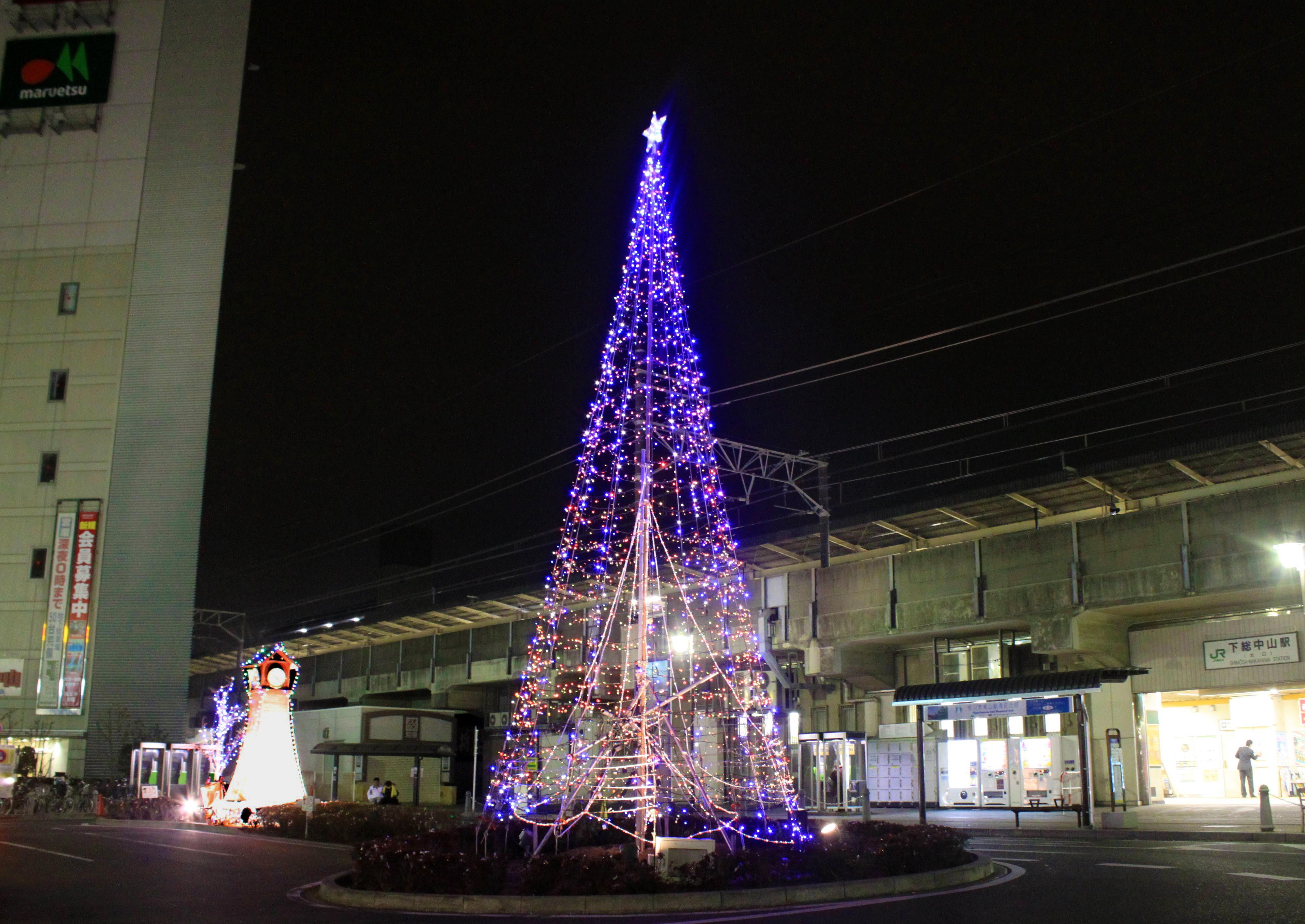
冬季、元旦頃的車站前（2012年1月）
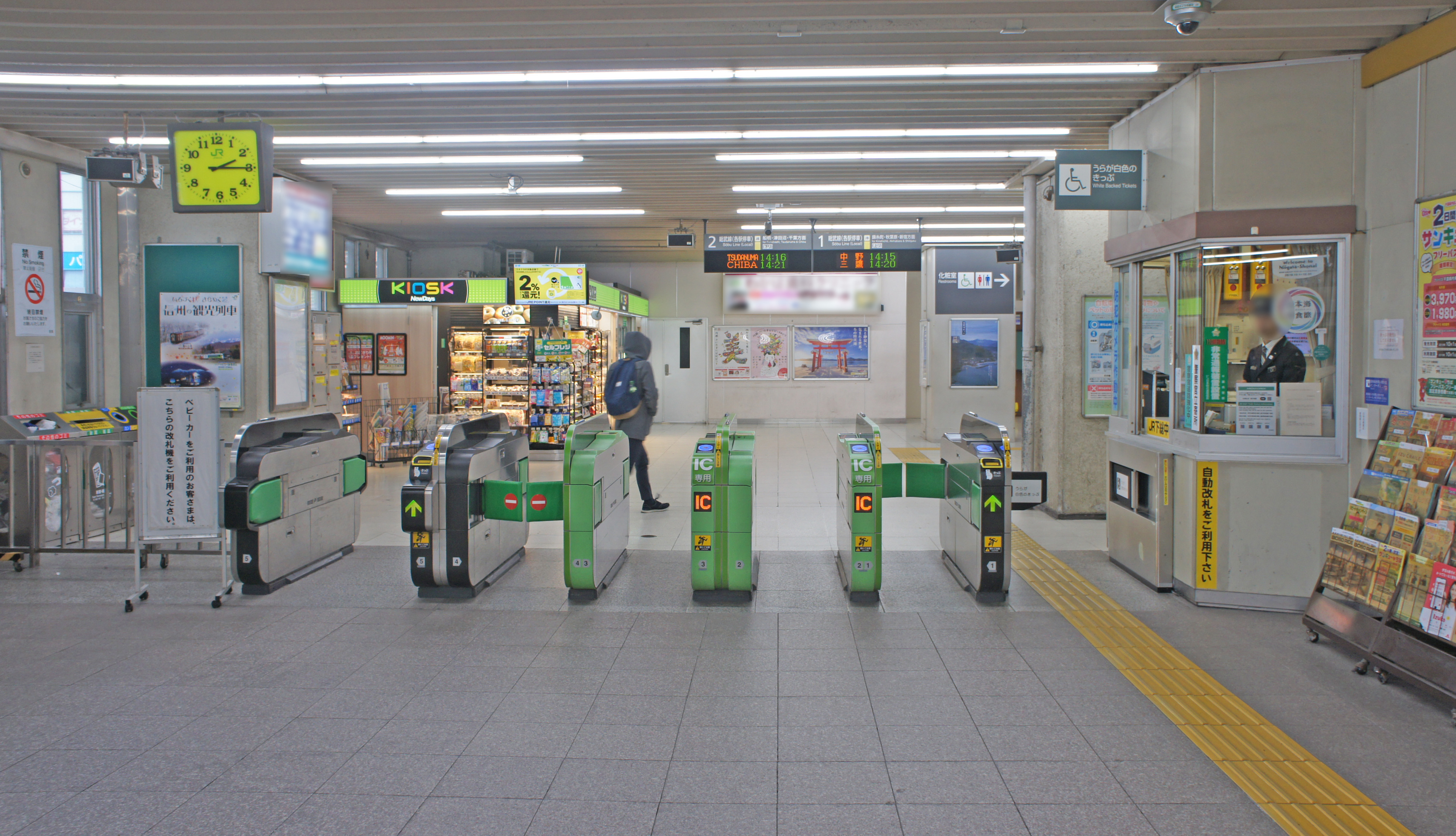
閘口（2019年12月）
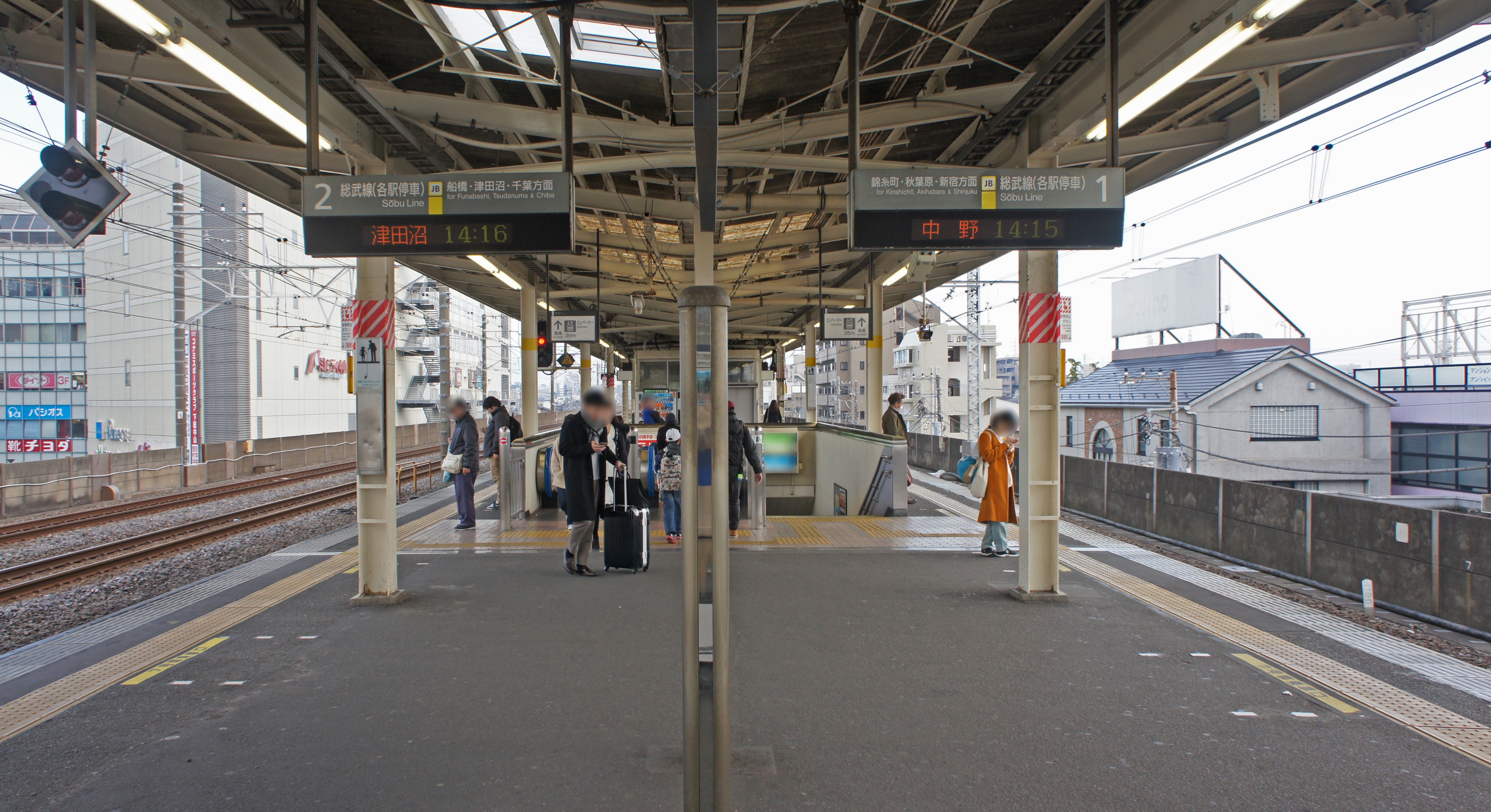
月台（2019年12月）

## 利用狀況
2019年（令和元年）度1日平均上車人次為24,181人。站舍位於船橋市，但月台端距離市川市邊界只有約40公尺，因此也有不少市川市民使用。
近年1日平均上車人次如下表。
| 年度               | 1日平均 上車人次 | 來源     |
| ------------------ | ---------------- | -------- |
| 1990年（平成02年） | 20,893           | [ * 1 ]  |
| 1991年（平成03年） | 21,427           | [ * 2 ]  |
| 1992年（平成04年） | 22,090           | [ * 3 ]  |
| 1993年（平成05年） | 22,229           | [ * 4 ]  |
| 1994年（平成06年） | 21,768           | [ * 5 ]  |
| 1995年（平成07年） | 21,507           | [ * 6 ]  |
| 1996年（平成08年） | 21,985           | [ * 7 ]  |
| 1997年（平成09年） | 21,851           | [ * 8 ]  |
| 1998年（平成10年） | 21,796           | [ * 9 ]  |
| 1999年（平成11年） | 22,144           | [ * 10 ] |
| 2000年（平成12年） | 21,720           | [ * 11 ] |
| 2001年（平成13年） | 22,144           | [ * 12 ] |
| 2002年（平成14年） | 22,484           | [ * 13 ] |
| 2003年（平成15年） | 22,943           | [ * 14 ] |
| 2004年（平成16年） | 22,965           | [ * 15 ] |
| 2005年（平成17年） | 22,835           | [ * 16 ] |
| 2006年（平成18年） | 23,050           | [ * 17 ] |
| 2007年（平成19年） | 23,266           | [ * 18 ] |
| 2008年（平成20年） | 23,473           | [ * 19 ] |
| 2009年（平成21年） | 23,611           | [ * 20 ] |
| 2010年（平成22年） | 23,325           | [ * 21 ] |
| 2011年（平成23年） | 22,885           | [ * 22 ] |
| 2012年（平成24年） | 22,710           | [ * 23 ] |
| 2013年（平成25年） | 22,854           | [ * 24 ] |
| 2014年（平成26年） | 22,389           | [ * 25 ] |
| 2015年（平成27年） | 22,902           | [ * 26 ] |
| 2016年（平成28年） | 23,398           | [ * 27 ] |
| 2017年（平成29年） | 23,778           | [ * 28 ] |
| 2018年（平成30年） | 24,116           |          |
| 2019年（令和元年） | 24,181           |          |

## 車站週邊

### 高架下
- 西友下總中山店
- Gusto下總中山店
- 王将餃子下總中山站前店
- 大創百貨下總中山店
- 文教堂書店下總中山站店
- 七-十一本中山2丁目店

### 北口
- 船橋警察署中山站前派出所
- 京成電鐵本線 京成中山站
- 市川市政府中山聯絡處
- 中山站前郵局
- 船橋市西部公民館
- 千葉銀行中山支店
- 千葉興業銀行中山支店
- 法華經寺
- Maruetsu下總中山店
- 麦当劳下總中山店
- 松屋食品下總中山店
- 千禧中山
- 广场中山
- 吉澤野球史料保存館

### 南口
- 船橋市政府本中山聯絡處
- Nikke-Colton广场
- 船橋本中山郵局
- 船橋市立小栗原小学
- 京葉銀行中山支店
- 社会福祉法人茜
- 三宅眼科
- 林诊所
- 荒波诊所

## 歷史
- 1895年（明治28年）4月12日：本站以總武鐵道車站名義開業，兼營客貨運業務。當時站名為「中山站」。
- 1907年（明治40年）9月1日－政府根據鐵路國有法收購總武鐵道，成為日本國有鐵道車站。
- 1913年（大正2年）－東葛人車鐵道至中山站前的延線開業。
- 1915年（大正4年）9月11日－本站改稱「下總中山站」。
- 1918年（大正7年）10月3日－東葛人車鐵道被廢除。
- 1969年（昭和44年）4月21日－停辦貨運業務。
- 1987年（昭和62年）4月1日－國鐵分割民營化，本站由JR東日本接手管理。
- 2001年（平成13年）11月18日－智能卡系統Suica正式投入服務。

## 外部連結
- 車站資訊（下總中山）：東日本旅客鐵道

35°42′51″N 139°56′36″E / 35.71417°N 139.94333°E